# Сёмин, Дмитрий Константинович
Дмитрий Константинович Сёмин (14 августа 1983, Москва, СССР) — российский хоккеист.

## Карьера
Воспитанник СДЮШОР «Спартак» (Москва). Первым тренером был Юрий Викторович Борисов. Хват левый. Выступает под номером 42.
В 2001 году задрафтован «Сент-Луис Блюз» в 5-м раунде под № 159. Выступал за «Спартак» (Москва, 2000—2006), «Локомотив» (Ярославль, 2007—2009), «Атлант» (Мытищи, 2009—2010), «Авангард» (Омск, 2010—2014).
В мае 2014 года подписал трехлетний контракт с «Салаватом Юлаевым».

### Достижения
- Чемпион мира 2001 года среди юниоров.
- Серебряный призёр чемпионатов России 2008, 2009 и 2012 годов.
- Обладатель Кубка Континента 2010—2011 в составе «Авангарда».

## Статистика
| Легенда | Легенда                    | Легенда | Легенда                   | Легенда | Легенда    |
| ------- | -------------------------- | ------- | ------------------------- | ------- | ---------- |
| И       | Количество проведённых игр | Штр     | Штрафное время            | +/−     | Плюс-минус |
| Г       | Голы                       | П       | Голевые передачи          | О       | Очки       |
| -       | Статистика неизвестна      | —       | Статистика не учитывалась |         |            |

### Клубная карьера
- a В этом сезоне в «Плей-офф» учитывается статистика игрока в Кубке Надежды.